# Tubercule du muscle carré fémoral
Le tubercule du muscle carré fémoral (ou tubercule du carré crural) est un petit tubercule situé sur la partie supérieure du fémur.

## Description
Le tubercule du muscle carré fémoral est une saillie régulière située à la jonction du tiers supérieur et des deux tiers inférieurs de la crête inter-trochantérique.
Il sert de point d'insertion du muscle carré fémoral.

### Variation
La taille du tubercule carré varie. Il n'est pas toujours situé sur la crête inter-trochantérique.Le tubercule du muscle carré fémoral peut s'étendre sur les zones adjacentes : la face postérieure du grand trochanter ou le col fémoral.